# Widna
Widna  (cz. Vidnavka, niem.  Weidenauer Wasser) – rzeka górska w północnych  Czechach i południowej Polsce w woj. opolskim w Sudetach Wschodnich, w Górach Złotychch i Przedgórzu Paczkowskim.
Od źródła aż do Vidnawy, górska rzeka, w dalszym biegu podgórska. Długość około 33 km, prawy dopływ Nysy Kłodzkiej, jest ciekiem III rzędu należącym do dorzecza Odry, zlewiska Morza Bałtyckiego.

## Charakterystyka
Źródło rzeki położone jest w Czechach w kraju ołomunieckim (czes. Olomoucký kraj), w okresie Jeseník w południowo-wschodniej części Gór Złotych (cz.Rychlebské hory) na południowo-zachodnim stoku wzniesienia Studniční vrch), na wysokości ok. 870 m n.p.m. W części źródliskowej spływa w kierunku południowo-zachodnim, wąską zalesioną doliną. Niżej na poziomie 550 m n.p.m., rzeka płynie na północny zachód w kierunku czeskiej miejscowości Vápenná. Między Lipová-lázně a Vapenna rzeka płynie na północny zachód V-kształtną malowniczą krajobrazowo dolinę rzeczną o długości powyżej 5 km. Opuszczając dolinę wpływa na Przedgórze Paczkowskie pomiędzy miejscowościami Vapenna a Žulová. Po opuszczeniu miejscowości Žulová rzeka skręca na północny wschód i płynie po wschodniej stronie miejscowości Tomíkovice zalesionym terenem, po minięciu których opuszcza tereny zalesione, płynie do miejscowości Vidnava. Po minięciu miejscowości Vidnava rzeka płynie w kierunku granicy polsko czeskiej. Po 26 km swojego biegu na wysokości ok. 207 m n.p.m. opuszcza Czechy i wpływa do Polski. Płynie wśród pól uprawnych w kierunku północnym do ujścia, gdzie po przepłynięciu ok. 7 km od granicy, na wysokości ok. 198 m n.p.m. w pobliżu Wierzbna, uchodzi do Jeziora Nyskiego. Koryto rzeki, od źródeł do Vidnawy, kamieniste słabo spękane i na ogół nieprzepuszczalne z małymi progami kamiennymi, na których w górnym biegu w występują progi i wodospady. Zasadniczy kierunek biegu rzeki jest północny. Jest to rzeka górska odwadniająca ze swymi dopływami wschodnią część masywu Gór Złotych oraz Przedgórza Paczkowskiego. Rzeka w górnym biegu dzika, w środkowym i dolnym biegu uregulowana. Ze względu na górski charakter i tworzy niewielkie meandry. W większości swojego biegu płynie lasem, brzegi w 90% zadrzewione, szerokość koryta 9 m, a średnia głębokość 0,45 m.
Rzeka charakteryzuje się dużymi niewyrównanymi spadkami i zmiennymi wodostanami, znajduje się na niej szereg progów redukujących spadek.
W przeszłości rzeka nosiła nazwę: niem. Weidenauer Wasser

## Dopływy
- lewe – Obloučník, Ztracený potok, Polka, Stříbrný potok, Skorošický potok, Dopływ z Łąki.
- prawe – Vápenský potok, Černý potok, Luže, Młynówka.

oraz wiele bezimiennych strumieni i potoków mających źródła na zboczach przyległych wzniesień .

## Miejscowości nad rzeką
- po stronie Czech: Lipová-lázně, Vapenna, Žulová, Kobylá nad Vidnavkou, Velká Kraš, Vidnava.
- po stronie Polski: Kałków